# Владимир Кривошејев
Владимир Кривошејев (Ваљево, 28. децембар 1963) српски је историчар и универзитетски професор. Кривошејев је виши научни сарадник, културолог и музеолог; музејски саветник у Народном музеју Ваљеву и редовни професор на Високој школи за комуникације у Београду.

## Биографија
Дипломирао је 1989. године на групи за историју Филозофског факултета Универзитета у Београд, где је започео постдипломске студије. Магистрирао на Факултету за медије и културу у области маркетинга културе, докторирао на Факултету драмских уметности Универзитета уметности у Београду, на катедри за менаџмент у култури, на тему менаџмента музеја са аспекта културног туризма.
Директор Народног музеја у Ваљеву од 2000. до 2018. године. У том периоду Музеј се развио од девастиране установе, до институције за пример која је у два наврата, 2005. и 2007. добила награду Михаило Валтровић коју Музејско друштво Србије додељује најбољем националном музеју, а 2012. од Туристичке организације Србије добија и награду Туристички цвет.
Поред музеографских и музеолошких активности бави се и историографијом и културологијом. Има звања редовног професора за научну област култура и вишег научног сарадника за научну област историја, као и звање музејског саветника. Аутор је више сталних поставки и тематских изложби, као и око две стотине библиографских јединица (монографије, приручници, каталози, водичи, чланци, расправе, прикази итд). Добитник нагреде ICOM-a Србије за најбољег кустоса у 2012. години, и награде фондације Драгојло Дудић за необјављено историографско дело (2019).

## Одабрана дела
- „Муселимов конак“ - водич и каталог поставке Ваљевска нахија и Ваљевци у Првом и Другом српском устанку, Ваљево, Народни музеј Ваљево, 1995, 60.
- „Библиографија прилога штампаних у Гласнику Историјског архива Ваљево од броја 1 до броја 30 (додатак: Библиографија осталих издања Архива)“, Ваљево, Историјски архив Ваљево, 1996, 64.
- „Ваљево, настанак и развој града – прилози за урбану историју од првог помена до средине 19. века“, Ваљево, ИП Центрекс, 1997, 180.
- „Четири деценије у служби Хигије“ – Споменица четрдесетогодишњице рада Медицинске школе Др Миша Пантић у Ваљеву, Ваљево, 1998, 248.
- „Војвода Јаков Ненадовић“ – скице за биографију, Ваљево – Београд, Министарство унутрашњих послова, 2001, 116.
- „Ненадовићи у Српској револуцији“, Ваљево, Народни музеј Ваљево, 2004, 60.
- „Наш крај - Колубарски округ“, Београд, Завод за уџбенике и наставна средства, Београд 2006, 112
- „Ваљево на свом месту“ - туристички водич, Ваљевски туристички инфоцентар, Ваљево 2006, 104,
- „Ваљево у прошлости“ – кратка историја града, Ваљево, Народни музеј Ваљево, 2007, 60.
- „Ваљево за Вас“ – културноисторијски туристички водич, Народни музеј Ваљево, Ваљево 2008, 60
- „Музеји, публика, маркетинг - сталне музејске поставке и Његова Висост Посетилац“, Ваљево, Народни музеј Ваљево, 2009, 260
- „Музејска политика у Србији: настајање, криза и нови почетак“, Култура - часопис за теорију и социологију културе и културну политику бр. 130, Београд, Завод за културни развитак, 2011.
- „Ваљево, настанак и развој града – прилози за урбану историју од првог помена до почетка 20. века“, Ваљево, Историјски архив Ваљево, Завод за заштиту споменика кулуре Ваљево, Народни музеј Ваљево, 2012, 230.
- „Музеји, менаџмент, туризам - ка савременом музеју, од теорије до праксе“, Народни музеј Ваљево и НИП Образовни информатор Београд, 2012, 488.
- „Управљање баштином и одрживи туризам“, Народни музеј Ваљево и Артис центар Београд, 2014, 244.
- "Епидемија шпанске грознице у Србији 1918-1919", Нови Сад - Београд, Прометеј и РТС издаваштво, 2020, 272.
- "Др Милан Пецић : аутобиографија најстаријег пуковника српског санитета", Београд, Српско лекарско друштво, 2020, 232.
- "Музеологија : основе научне дисциплине и музејских комуникација", Београд, Висока школа за комуникације, 2022, 232.
- "Окупирана култура : Нацисти, колаборационисти, музеји и културна добра у Србији током Другог светског рата" (коаутор Раде Ристановић), Београд, Удружење за урбану историју, 2023, 300.
- "Држава и култура у транзицији : Изазови транзиционе културне политике у Србији (2000-2020)" (коаутор Весна Ђукић и др), Београд, Институт за позориште, филм, радио и телевизију Факултета драмских уметности, 2023, 400.
- "Епидемије у Србији током ратних година 1912 - 1918", Нови Сада, Прометеј, 2023,190.
- "Светла слободе : Ослобођења Ваљева од 1788. до 1944. године", Ваљево: Народни музеј Ваљево, 2024, 140.